# Komisja Międzysojusznicza dla Polski

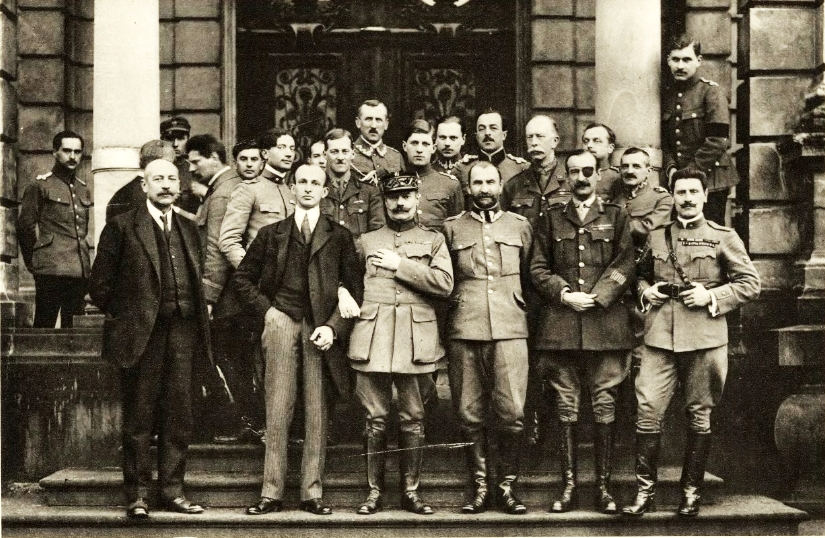
Misja aliancka we Lwowie, luty 1919. Od lewej: Stanisław Wańkowicz, Robert Lord, gen. Joseph Barthélemy, gen. Tadeusz Rozwadowski, gen. Adrian Carton de Wiart, mjr Giuseppe Stabile

Komisja Międzysojusznicza dla Polski właściwie Komisja Międzysojusznicza dla Zbadania Spraw Polskich – powołana przez Najwyższą Radę Wojenną 22 stycznia 1919 roku. Rada Dziesięciu przekształciła ją w Misję Międzysojuszniczą w Polsce. Do jej zadań należało wpływanie na politykę rządu polskiego zgodnie z postanowieniami konferencji pokojowej w Paryżu oraz informowanie swoich rządów o sytuacji w Polsce. Jej przedstawiciele przebywali w Polsce od 13 lutego do 28 marca 1919 roku, komisję rozwiązano 24 kwietnia 1919 roku.
W jej skład wchodzili: 
- Joseph Noulens, przewodniczący, przedstawiciel Francji
- Henri Albert Niessel(inne języki), przedstawiciel Francji
- gen. mjr Francis Joseph Kernan (1859-1945), przedstawiciel Stanów Zjednoczonych
- Robert Howard Lord,  przedstawiciel Stanów Zjednoczonych
- Esme Howard, przedstawiciel Wielkiej Brytanii
- Adrian Carton de Wiart, przedstawiciel Wielkiej Brytanii
- Giulio Cesare Montagna(inne języki), przedstawiciel Włoch
- Romei Longhena, przedstawiciel Włoch

15 lutego 1919 Komisja powołała Podkomisję do Spraw Zawieszenia Broni na Froncie Walk Polsko-Ukraińskich w Galicji Wschodniej. Przewodniczący: gen. Joseph Barthélemy (Francja). Członkowie: Robert Lord (Stany Zjednoczone), płk Adrian Carton de Wiart (Wielka Brytania), mjr Giovanni Stabile (Włochy). Podkomisja miała doprowadzić do przerwania wojny polsko-ukraińskiej, tak by Konferencja Pokojowa w Paryżu mogła rozstrzygnąć o przynależności państwowej Galicji Wschodniej. W Komisji Międzysojuszniczej dla Polski przeważyło stanowisko Josepha Noulensa, który opowiadał się za wyłącznie wojskowym charakterem możliwych porozumień z Zachodnioukraińską Republiką Ludową, bez przesądzania żadnych kwestii politycznych. Esme Howard opowiadał się bowiem za powiązaniem ewentualnej zgody Sekretariatu Państwowego ZURL z obietnicą uznania przez Ententę Ukraińskiej Republiki Ludowej (której częścią była formalnie ZURL po Akcie Zjednoczenia). Propozycja Howarda nie uzyskała poparcia większości Komisji. Podkomisja przebywała od 17 lutego 1919 w Galicji Wschodniej, gdzie doprowadziła do krótkotrwałego rozejmu. Przedstawiona przez gen. Barthélemy propozycja polsko-ukraińskiej linii demarkacyjnej, pozostawiającej po stronie polskiej Lwów i Borysławsko-Drohobyckie Zagłębie Naftowe (tzw. linia Barthélemy’ego) została odrzucona przez stronę ukraińską, która 2 marca 1919 wznowiła działania wojenne.